# Affaire de Kuřim
L’affaire de Kuřim est une affaire judiciaire tchèque. Elle débute par la découverte de vidéos de maltraitances sur deux garçons à Kuřim, en mai 2007. Cette affaire connaît de nombreux rebondissements, notamment avec le changement d'identité de Barbora Škrlová, une femme de 30 ans qui se fait passer pour une fille de 13 ans, puis pour un garçon norvégien de même âge un an plus tard. Elle reçoit une attention considérable de la part des médias tchèques et norvégiens, ainsi que du public, et entraîne la promulgation d'une loi tchèque visant à mieux protéger l'identité des victimes.

## Déroulement
L'affaire débute en mai 2007, par hasard. L'un des habitants de Kuřim a tenté de déclencher la caméra qui surveillait son nouveau-né. Par accident, il accède aux images d'un appareil similaire installé dans une maison voisine qui montraient un garçon nu et menotté, allongé sur le sol. Après signalement, la police arrête le jour même la mère du garçon, Klára Mauerová, tandis que ses enfants sont confiés à un établissement pédiatrique Klokánek. 
Cependant, peu de temps après leur admission, l'une des enfants âgée de 13 ans, Anna (plus souvent désignée dans la presse par le diminutif d'Anička), disparaît sans laisser de trace. L'enquête révèle qu'Anna n'était en fait pas la fille de Klára Mauerová, mais une femme d'une trentaine d'années, Barbora Škrlova, qui s'est créé une nouvelle identité. Après sa disparition, elle se présente à l'ambassade tchèque au Danemark, avant de disparaitre de nouveau pendant plusieurs mois. Elle est finalement retrouvée en Norvège, sous l'identité d'un garçon de 13 ans qui se fait appeler Adam. À son retour en Tchéquie, elle est arrêtée et accusée de plusieurs crimes,.
L'enquête de police révèle que les sévices subis par les garçons Jakub et Ondřej ont eu lieu de l'été 2006 à mai 2007 à Brno, Kuřim et dans un chalet à Veverská Bítýška. Les investigations révèlent également que Klára Mauerová n'agissait probablement pas seule, mais dans le cadre d'un groupe plus large comprenant sa sœur, des proches, Barbora Škrlová, et plusieurs autres personnes. Plusieurs hypothèses ont été émises, par exemple qu'il s'agissait d'un gang filmant de la pornographie infantile ou qu'il s'agissait d'une secte religieuse. Le rôle d'un certain nombre d'intervenants, leur motivation et leur participation à la maltraitance des garçons n'ont pas été élucidés par le tribunal.

## Procès
En juin 2008, le procès s'ouvre au tribunal régional de Brno autour de six accusés. Du fait de nombreuses expertises contradictoires, l'examen de l'affaire est ajourné. Le 24 octobre 2008, le tribunal condamne les six accusés.
Tous font appel du verdict et l'affaire est alors portée devant la haute cour d'Olomouc. Le 9 mars 2009, les recours sont tous rejetés, à l'exception de celui de Barbora Škrlová. La cour décide d'un nouvel examen de l'affaire la concernant, car au moment du procès, son avocat était malade,. Au terme d'un procès séparé, qui a lieu le 9 avril 2009, le tribunal requalifie l'infraction reprochée à Barbora Škrlová de « cruauté » en « cruauté envers une personne vivant dans une maison ou un appartement partagé » mais les peines demeurent inchangées. Tous les condamnés, à l'exception de Klára Mauerová et Hana Bašová, interjettent un recours en cassation devant la Cour suprême tchèque, rejetés le 16 décembre 2009. Le tribunal régional de Brno décide le 13 janvier 2010 que les garçons abusés du couple de Kuřim seront confiés aux soins de leur père, mais ils sont en réalité laissés aux soins des parents de la mère. En 2013, le père est condamné à dix mois d'emprisonnement avec sursis pendant trois ans, pour détournement de l'argent destiné aux enfants, jugement confirmé en appel,.

## Personnes impliquées

### Condamnés
- Klára Mauerová est la mère des garçons victimes de mauvais traitements. Son implication dans ces maltraitances a été démontrée[18]. Elle est condamnée à neuf ans de prison[11].
- La tante des garçons abusés, Kateřina Mauerová, sœur de Klára Mauerová. Elle est également impliquée dans les mauvais traitements de Jakub et Ondřej. Elle est condamnée à 10 ans de prison[11].
- Hana Bašová, la gouvernante des enfants alias « tante Nanci ». Elle est condamnée à six ans de prison[11].
- Jan Turek, ancien éducateur et chef scout. Il est accusé d'avoir abusé des garçons et est condamné à cinq ans de prison[11].
- Barbora Škrlová, également connue en 2007 sous l'identité d'Anna, 13 ans, et un an plus tard en Norvège sous celle d'un garçon de 13 ans prénommé Adam[19]. Elle pourrait avoir été elle-même victime de mauvais traitements[20]. Elle a été condamnée à 5 ans de prison[11] et a bénéficié d'une libération conditionnelle le 8 février 2012.
- Jan Škrla, frère de Barbora Škrlová, selon le témoignage de certains témoins, serait le mystérieux « Pan Doktor » (M. Docteur)[réf. nécessaire]. Il a été condamné à 7 ans de prison[11].

### Personnes liées à l'affaire
- Josef Škrla, père de Barbora Škrlová et Jan Škrla, responsable d'un club local de randonnée. Selon certaines spéculations, il aurait eu un rôle majeur dans les événements. Il avait disparu lors de l'éclatement de l'affaire.
- Viktor Skála, acteur, dont la fille a été utilisée pour créer une nouvelle identité pour Barbora Škrlová[21].
- Radek Coufal, le père des garçons, a témoigné devant le tribunal ne pas avoir connaissance des abus[22],[23].
- La grand-mère des garçons, Eliška Mauerová a déclaré elle-aussi au tribunal ne pas avoir connaissance des abus[22].
- Josef Kolínský, un ancien policier, a témoigné devant le tribunal que Jan Turek et Jan Škrla ont tous deux avoué avoir abusé des garçons[22].
- Jakub Patočka, mari de Klára Mauerová, qui a aidé à organiser des contacts pour régler la tutelle de la « fille » Anna, Barbora Škrlová[24].
- Anna Šabatová n'a pas signalé l'existence présumée d'Anna et a contribué à créer pour elle une nouvelle identité, afin d'assurer sa tutelle. Elle a ensuite été critiquée pour cela par le ministère du Travail, mais elle-même ne s'est pas sentie coupable[25].
- Martin Fahrner, dramaturge vivant alors en Norvège, se faisant passer pour le « père » de Barbora Škrlová[26].
- Tomáš Herfort, un ancien membre du club de randonnée de Josef Škrla. Selon son témoignage, ce club s'est transformé progressivement en groupement religieux, et il l'a alors quitté[27].

## Intérêt médiatique
En raison de son caractère unique et de la dimension internationale de l'affaire, celle-ci a été commentée par de nombreux médias internationaux (anglais, australiens et allemands), et tout particulièrement en Norvège,,.

## Modification du code de procédure pénale
Début avril 2009, la loi 52/2009 (connue sous le nom de « loi muselière ») est entrée en vigueur. Elle a été initiée à la suite de critiques sur la manière dont les médias tchèques ont rendu compte de l'affaire, notamment en ignorant le droit des victimes à voir respectée leur vie privée. La loi vise à mieux protéger les victimes et interdit notamment la publication de leurs noms,.

## Dans la culture
- Marek Šindelka, Marek Pokorný et Vojtěch Mašek (trad. Benoît Meunier), L'étrange cas Barbora Š., 2020 (ISBN 978-2-207-15972-9 et 2-207-15972-8, OCLC 1224302299, lire en ligne)
- Esther (film, 2009)